# Ardisia buesgenii
Ardisia buesgenii là một loài thực vật có hoa trong họ Anh thảo. Loài này được (Gilg & Schellenb.) Taton mô tả khoa học đầu tiên năm 1979.